# Onthophagus mixtidorsis
Onthophagus mixtidorsis là một loài bọ cánh cứng trong họ Bọ hung (Scarabaeidae).